# Hans-Georg Kiupel
Hans-Georg Kiupel (Altenburg, 12 novembre 1934 – Halle, 3 luglio 2018) è stato un calciatore tedesco orientale, di ruolo centrocampista.

## Statistiche

### Cronologia presenze e reti in Nazionale
| Cronologia completa delle presenze e delle reti in nazionale ― Germania Est | Cronologia completa delle presenze e delle reti in nazionale ― Germania Est | Cronologia completa delle presenze e delle reti in nazionale ― Germania Est | Cronologia completa delle presenze e delle reti in nazionale ― Germania Est | Cronologia completa delle presenze e delle reti in nazionale ― Germania Est | Cronologia completa delle presenze e delle reti in nazionale ― Germania Est | Cronologia completa delle presenze e delle reti in nazionale ― Germania Est | Cronologia completa delle presenze e delle reti in nazionale ― Germania Est |
| Data                                                                        | Città                                                                       | In casa                                                                     | Risultato                                                                   | Ospiti                                                                      | Competizione                                                                | Reti                                                                        | Note                                                                        |
| --------------------------------------------------------------------------- | --------------------------------------------------------------------------- | --------------------------------------------------------------------------- | --------------------------------------------------------------------------- | --------------------------------------------------------------------------- | --------------------------------------------------------------------------- | --------------------------------------------------------------------------- | --------------------------------------------------------------------------- |
| 10/12/1961                                                                  | Casablanca                                                                  | Marocco                                                                     | 2 – 0                                                                       | Germania Est                                                                | Amichevole                                                                  | -                                                                           |                                                                             |
| Totale                                                                      |                                                                             | Presenze                                                                    | 1                                                                           |                                                                             | Reti                                                                        | 0                                                                           |                                                                             |